# Buckel-Drachenkopf
Der Buckel-Drachenkopf (Scorpaenopsis diabolus), auch Falscher Steinfisch genannt, ist ein Fisch aus der Familie der Skorpionfische (Scorpaenidae). Er lebt im Roten Meer und im tropischen Indopazifik von den Ostafrika bis Südjapan, Hawaii, Französisch-Polynesien, Neukaledonien und dem Great Barrier Reef.

## Merkmale
Der Buckel-Drachenkopf hat einen gedrungenen, leicht hochrückigen Körper, der von 45 vertikalen Schuppenreihen umgeben ist. Der Kopf und die Maulspalte sind groß, die Augen klein und hochliegend. Der Buckel-Drachenkopf ist meist mehr oder weniger stark gescheckt. Auf dem Tränenbein befinden sich 2 bis 3 Stacheln, der erste weist nach vorn, die anderen, nah zusammen stehenden, zeigen nach unten bzw. nach hinten. Die knöcherne Augenhöhle hat unten vier oder mehr Stacheln und meist mehr als 8 oder 10 punktförmige, unterschiedlich große Höcker, die nicht in einer Reihe stehen. Unterhalb des Auges befindet sich eine flache Grube. Die Fische erreichen eine Länge von 30 Zentimeter. 
Die Innenseiten der Brustflossen sind bunt, haben orange und weiße Bänder und schwarze Flecken. Bei Störungen werden die Brustflossen gespreizt, so dass die bunten Innenseiten sichtbar werden. Die Hartstrahlen der Rückenflosse enthalten ein schmerzhaftes Gift.

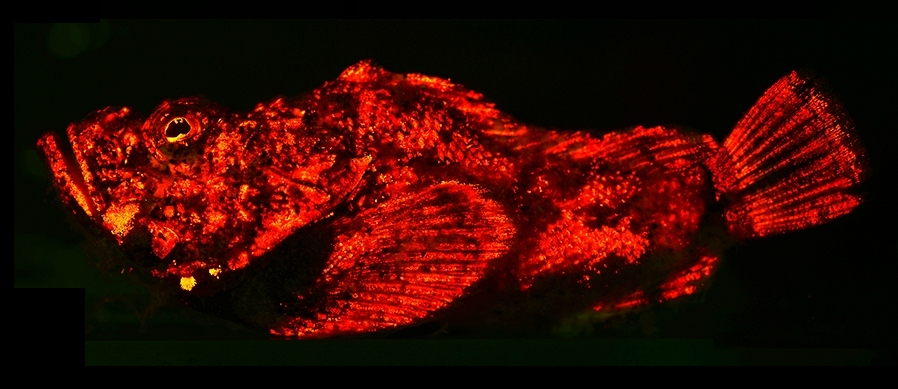
Biolumineszenz beim Buckel-Drachenkopf

Flossenformel: Dorsale XII/8–10, Anale III/5–6, Pectorale 18
Der Buckel-Drachenkopf gehört zu den derzeit 180 Fischen, denen Biofluoreszenz nachgewiesen werden konnte.

## Lebensweise
Der Buckel-Drachenkopf lebt einzelgängerisch auf dem Grund, vor allem in felsigen Habitaten in Tiefen von einem bis 70 Metern, aber auch auf Sandböden. Oft ist er teilweise vergraben. Er ernährt sich vor allem von Fischen, wie Lipp- und Papageifische. Die Fortpflanzungsbiologie der Art ist weitgehend unbekannt.